# Contigucephalus rubrovenosa
Contigucephalus rubrovenosa är en insektsart som beskrevs av Caldwell 1944. Contigucephalus rubrovenosa ingår i släktet Contigucephalus och familjen Derbidae. Inga underarter finns listade i Catalogue of Life.